# Senat (Bolivien)
Die Senatorenkammer (spanisch: Cámara de Senadores) ist das Oberhaus der Plurinationalen Legislativen Versammlung Boliviens. Der Senat vertritt die Interessen der Departamentos von Bolivien, welche jeweils vier Abgeordnete in den Senat entsenden. Der Sitzungssaal befindet sich im Parlamentsgebäude am Plaza Murillo in La Paz.

## Geschichte
Der Senat wurde 1831 eingerichtet, später aufgelöst und 1878 wieder eingerichtet. Nach einer Reform wurde er 2009 von Nationaler Senat (spanisch: Senado Nacional) in Senatorenkammer (spanisch: Cámara de Senadores) umbenannt.

## Zusammensetzung
Der Senat hat 36 Mitglieder, vier Vertreter für jedes Departamento (nach dem D’Hondt-Verfahren). Sie werden über Parteilisten gewählt und die Legislaturperiode hat eine Dauer von fünf Jahren. Senatoren können einmal wiedergewählt werden. Von 1985 bis 2009 hatte der Senat 27 Sitze: drei Sitze pro Departamento: zwei von der Partei, die die meisten Stimmen erhalten hatte, und der dritte Senator vertrat die zweitplatzierte Partei.

## Aufgabe
Der Senat kann eigene Gesetzesvorschläge einbringen und Gesetze bedürfen seiner Zustimmung. Auch an der Ernennung von Botschaftern und hochrangigen Beamten und Richtern ist der Senat beteiligt.